# Acer shenkanense
Acer shenkanense — вид квіткових рослин з родини сапіндових (Sapindaceae).

## Опис
Дерева до 10 метрів заввишки, однодомні. Кора коричнева чи сірувато-коричнева. Гілочки червонувато-зелені, голі. Листя опадне: ніжка 7–12 см, тонка, запушена чи гола; листкова пластинка абаксіально (низ) блідо-зелена й запушена чи гола, адаксіально темно-зелена й гола, 5–10 × 4–12 см, зазвичай 3- чи 5-лопатева; частки в основі зрізані, край цільний, верхівка гостра чи хвостато-гостра. Суцвіття верхівкове, щиткоподібне. Квіти жовто-зелені. Чашолистків 5, обернено-яйцюваті, 2–2.5 мм. Пелюсток 5, подовжено-оберненояйцеподібні, ≈ 5 мм. Тичинок 6–8. Самара довгаста, 1.2–3 см разом з крилами; горішки опуклі, зазвичай вдавлені з іншого боку одного горішка; крила 4–10 мм ушир, розправлені з гострим до тупого кута. Квітне у квітні й травні, плодить у липні — вересні.

## Поширення
Вид є ендеміком південно-центрального Китаю: пд.-сх. Ганьсу, зх. Хубей, пд. Шеньсі, пн. і пн.-зх. Сичуань.
Населяє ліси вздовж струмків, змішані ліси, долини на висотах від 700 до 3000 метрів.